# Janjanbureh
Janjanbureh est une ville sur l'île MacCarthy, en Gambie. Elle était auparavant connue sous le nom de Georgetown. La ville est également le siège de la division de Central River.

## Géographie
Janjanbureh est située sur l'île de MacCarthy entre deux bras du fleuve Gambie, à l'extrémité nord de l'île et est la capitale de l'unité administrative de la région du fleuve Central; il forme son propre district, Janjanbureh. Il est situé dans le centre de la Gambie, à 283 kilomètres en amont de la capitale Banjul et mesure environ onze kilomètres de long et deux kilomètres et demi de large.

## Histoire
L'île sur laquelle se trouve aujourd'hui la ville a été reprise en 1823 par le capitaine Alexander Grant du Royal African Corps pour établir Fort George comme colonie pour les esclaves libérés. L'île a été rebaptisée île MacCarthy en l'honneur du gouverneur général de l'Afrique occidentale britannique, Sir Charles Mac Carthy (1814-1824). Mac Carthy lui-même était un combattant contre la traite des esclaves.
Dans les années 1830, en raison de l'emplacement favorable autour de la mission wesleyenne, un point de transbordement pour les arachides, le riz et d'autres produits agricoles s'est développé, qui étaient ensuite expédiés plus en aval jusqu'à Banjul. Le commerce animé qui en résulta donna naissance à la ville, qui fut nommée en l'honneur du roi George IV. s'appelait Georgetown.
En 1995, la ville a été rebaptisée Janjanbureh. De même, dans le cadre du processus d’africanisation, l’île MacCarthy a été rebaptisée île Janjanbureh.

## Culture et sites touristiques
- Les cercles de pierres de Wassu, vers 1800. 15 km au nord-ouest de Janjanbureh.
- Le mémorial du parc Mungo à Karantaba Tenda, ca. 28 km à l'est de Janjanbureh.
- Le Centre et Musée Kankurang (depuis 2016)
- Le festival Kankurang, qui se tient à nouveau dans la deuxième quinzaine de janvier depuis 2018

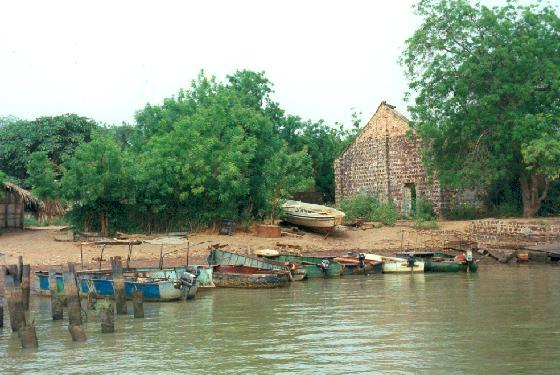
Ancienne maison coloniale
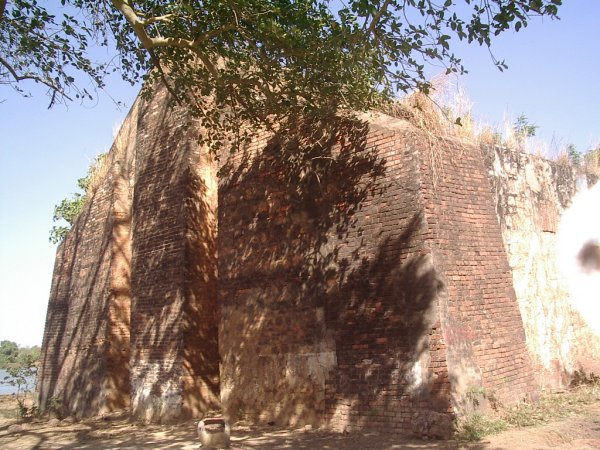
Ruines
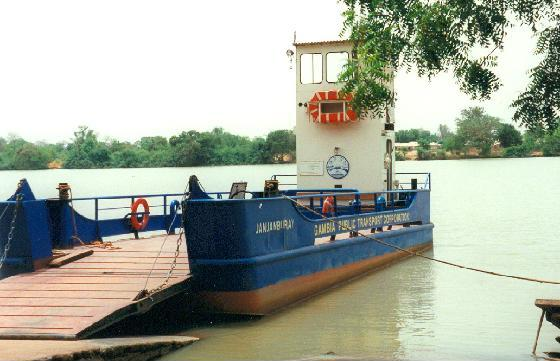
Le ferry de Janjanbureh